# کاوش قطبی

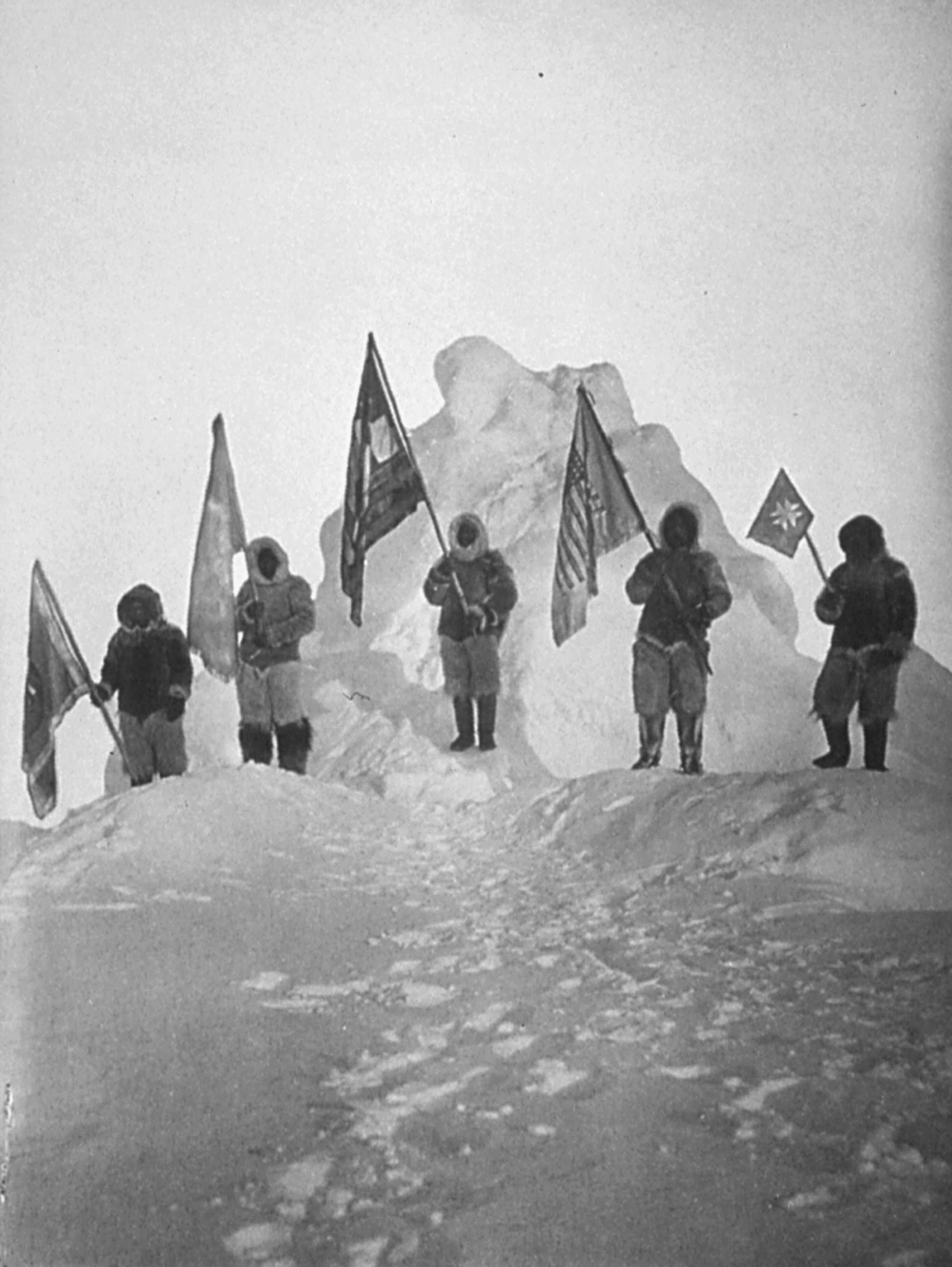
رابرت پری و جشن پرچم در قطب شمال

روئال آمونسن، هلمر هانسن، ساوری هاسل و اسکار ویستینگ در قطب جنوب

کاوش قطبی به فرایند کاوش و اکتشاف در مناطق قطبی زمین (شمالگان و جنوبگان) گفته می‌شود که به‌ویژه با هدف رسیدن به نقطه‌های قطب شمال و قطب جنوب انجام می‌شود. از نظر تاریخی، این کار توسط کاوشگرانی که اغلب با پای پیاده یا با سورتمه در این مناطق سفر می‌کردند، انجام می‌شد و به نام سفرهای کاوشگری قطبی نام‌گذاری شده بود. در سال‌های اخیر، کاوشگری با استفاده از فناوری، به ویژه با تصاویر ماهواره‌ای انجام می‌شود.
از حدود سال‌های ۶۰۰ تا ۳۰۰ پیش از میلاد، فلاسفه یونان باستان این نظریه را مطرح کردند که زمین کروی است و دارای دو منطقه قطبی شمالی و جنوبی است. در سال ۱۵۰ پس از میلاد، بطلمیوس رساله جغرافیای خود را منتشر کرد و در آن فرضیه سرزمین ناشناخته جنوبی را مطرح کرد. با این حال، به دلیل شرایط آب و هوایی سخت، نقاط قطب قرن‌ها پس از آن دست یافتنی نبود. وقتی مناطق قطبی سرانجام دست‌یافتنی شدند، این دستاورد تنها با فاصله چند سال محقق شد.
دو ادعا که هر دو مورد اختلاف است در مورد نخستین افرادی که به قطب شمال جغرافیایی رسیده‌اند، وجود دارد. در ۲۱ آوریل ۱۹۰۸ فردریک کوک ادعا کرد که به همراه دو مرد اینوئیت به قطب شمال رسیده‌است، هرچند این ادعا به‌طور کلی مورد تردید است. در ۶ آوریل ۱۹۰، رابرت پری ادعا کرد که اولین شخص در تاریخ مکتوب است که به همراه ماتیو هنسون و چهار مرد اینوئیت به قطب شمال رسیده‌است.
روئال آمونسن کاوشگر نروژی، قصد داشت از طریق یک رانش طولانی در یک کشتی یخی به قطب شمال برسد. او توانست امکان استفاده از کشتی کاوشگری فریتیوف نانسن به نام فرام را به‌دست‌ آورده و کمک‌های مالی گسترده‌ای نیز گردآوری کرد. مقدمات این سفر کاوشگری با ادعای فردریک کوک و رابرت پری مبنی بر رسیدن به قطب شمال متوقف شد. آمونسن سپس برنامه خود را تغییر داد و شروع به آماده‌سازی برای فتح قطب جنوب جغرافیایی کرد. او این هدف جدید را به دلیل نااطمینانی از این که مردم و حامیانش تا چه حد از او حمایت خواهند کرد، مخفی نگاه داشت. هنگامی که در ژوئن ۱۹۱۰ به راه افتاد، او حتی خدمه خود را به این باور رسانده بود که در حال حرکت به سمت شمالگان هستند و مقصد واقعی خود به سمت قطب جنوب را زمانی آشکار کرد که کشتی فرام، آخرین بندر یعنی مادیرا را ترک کرد.
آمونسن و چهار نفر دیگر طی سفر کاوشگری خود در ۱۴ دسامبر ۱۹۱۱ و چند هفته زودتر از گروه اعزامی ترا نووا از بریتانیا به سرپرستی رابرت فالکون اسکات به نقطه قطب جنوب رسیدند. آمونسن و تیمش سالم به پایگاه خود بازگشتند و بعداً متوجه شدند که اسکات و چهار همراهش در سفر بازگشت خود مرده‌اند.